# Grenland
Grenland er et område i Vestfold og Telemark fylke i Norge, som omfatter kommunerne Skien, Porsgrunn, Bamble og Siljan. Dele af Nome, først og fremmest den tidligere Holla kommune, regnes også nogle gange til Grenland. Området dækker 1.891 km² og har lidt over 100.000 indbyggere (2005).
I middelalderen, frem til 1200-tallet, var Grenland (Grenafylke) betegnelsen på nedre Telemark, altså landet omkring Langesundsfjorden (Grenmar), Skienselva og Norsjø. Ud over nutidens kommuner som er nævnt oven for, omfattede Grenland den gang også Kragerø og halvdelen af Drangedal kommune (Bygden Tørdal i Drangedal hørte derimod til Telemark). 
Navnet kommer af det gamle folk grenerne. Grenland var altså «grenernes land». En historisk skikkelse fra Grenland var småkongen Harald Grenske.
Grenlandssamarbejdet er et interkommunalt samarbejde efter den norske kommunelovs § 27 mellem kommunerne Bamble, Drangedal, Kragerø, Porsgrunn, Siljan og Skien.